# Лиманське (Ізмаїльський район)
Лима́нське (до 14.11.1945 Фрікацей, рум. Frecăței) — село в Україні, у Ренійській міській громаді, Ізмаїльського району Одеської області. Населення становить 3302 особи.

## Географія
Село знаходиться на берегу озера Кагул. Відстань до райцентру становить близько 17 км і проходить автошляхом місцевого значення.
Неподалік села розташований пункт пропуску через молдавсько-український кордон Фрікацей—Етулія. Пасажирські перевезення здійснюються приміським поїздом Рені-Етулія. У межах села розташована станція Фрикацей та зупинка Лиман-Дунайський.

## Історія
Село засновано 1812 року під назвою Фрікаце́й, від 1947 року має сучасну назву.
12 червня 2020 року, відповідно до Розпорядження Кабінету Міністрів України від № 724-р «Про визначення адміністративних центрів та затвердження територій територіальних громад Одеської області», увійшло до складу Ренійської міської територіальної громади.
19 липня 2020 року, в результаті адміністративно-територіальної реформи і ліквідації Ренійського району, село увійшло до складу новоутвореного Ізмаїльського району.

## Населення
Згідно з переписом 1989 року чисельність наявного населення села становила 3292 особи, з яких 1596 чоловіків та 1696 жінок.
За переписом населення 2001 року в селі мешкало 3190 осіб.
Мова
Розподіл населення за рідною мовою за даними перепису 2001 року:
| Мова       | Відсоток |
| ---------- | -------- |
| румунська  | 93,34 %  |
| російська  | 3,85 %   |
| болгарська | 0,91 %   |
| гагаузька  | 0,91 %   |
| українська | 0,79 %   |
| білоруська | 0,03 %   |

## Відомі люди
- Цуркан Валерій Іванович (нар. 1949) — музикант, композитор, продюсер, аранжувальник народних та естрадних музичних творів, Заслужений працівник культури України.